# The Artifice Girl – Sie ist nicht real
The Artifice Girl – Sie ist nicht real ist ein Science-Fiction-Drama von Franklin Ritch, das im Juli 2022 beim Fantasia International Film Festival seine Premiere feierte. Der vom Regisseur in jüngeren Jahren selbst gespielte Protagonist des Films hat eine Künstliche Intelligenz entwickelt, die in der Lage ist, online nach Kinderschändern zu suchen, was die Aufmerksamkeit der Behörden auf ihn lenkt.

## Handlung
Der Computerprogrammierer Gareth steckt in Schwierigkeiten. Er hat eine Künstliche Intelligenz entwickelt, die in der Lage ist, online nach Kinderschändern zu suchen und sich diesen gegenüber als das Mädchen „Cherry“ ausgibt. Nun hat das Projekt die Aufmerksamkeit der Behörden auf sich gezogen. Special Agent Dena Helms und ihr Partner Special Agent Amos McCullough wissen, dass Gareth in Bereichen des Internets unterwegs war, in denen er nicht hätte sein sollen. Sie glauben, er sei ein Täter und nicht jemand, der Jagd auf Pädophile macht, und wollen seine Identität bestätigen.

## Produktion
Regie führte Franklin Ritch, der auch das Drehbuch schrieb. Es handelt sich nach der Filmkomödie Teardrop Goodbye with Mandatory Directorial Commentary by Remy Von Trout aus dem Jahr 2019 um seine zweite Regiearbeit bei einem Spielfilm.
Der Film ist in drei Akte aufgeteilt, von denen der erste in einem einzigen, schwach beleuchteten Raum stattfindet und Gareths Verhör zeigt. Akt zwei spielt 15 Jahre später, wiederum in einem einzigen Raum, und befasst sich mit den Auswirkungen des Technologiewandels und der Weiterentwicklung der KI „Cherry“. Im dritten Akt ist Gareth einige Jahrzehnte älter, und seine Schöpfung hat sich abermals verändert.

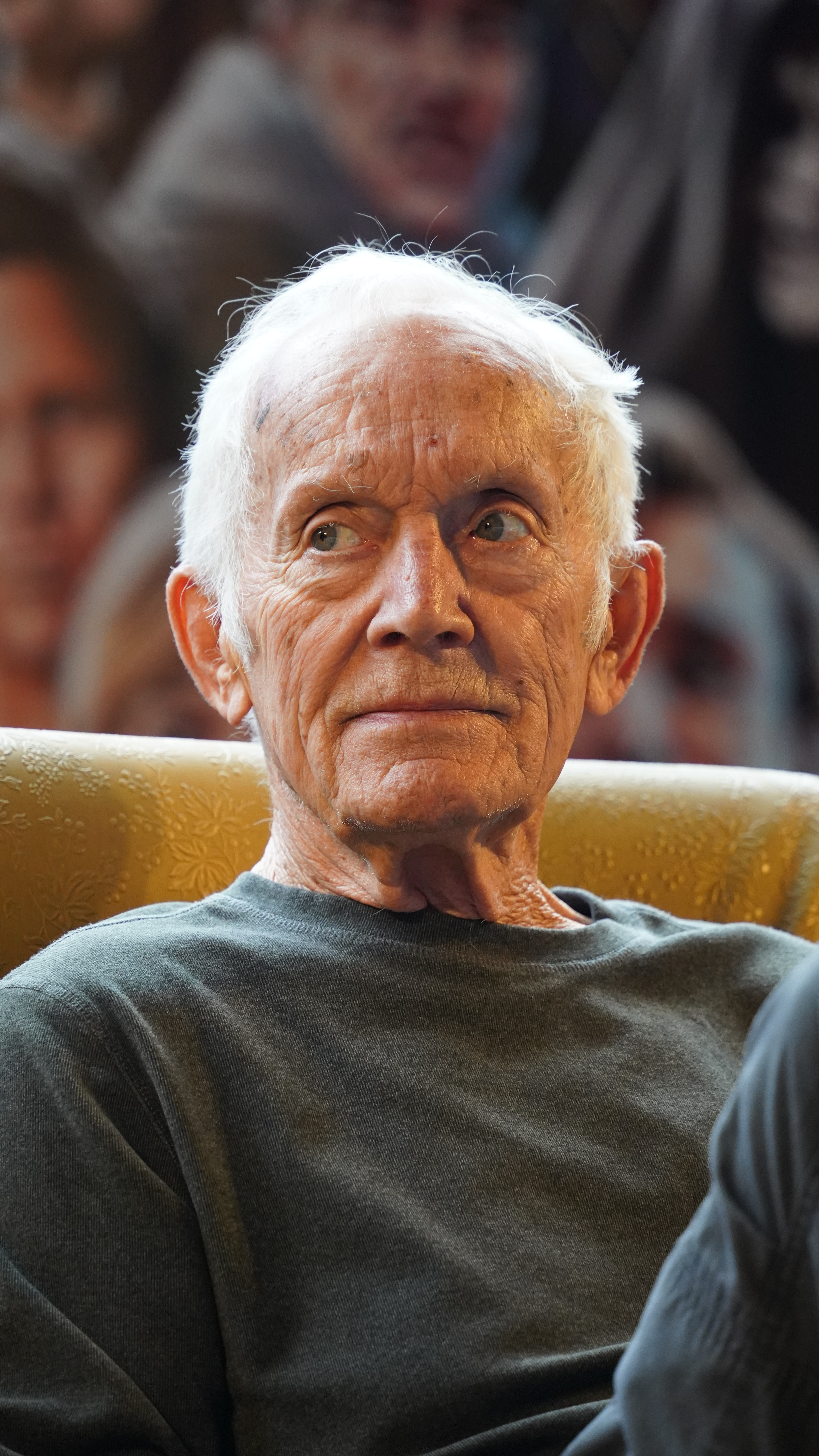
Lance Henriksen spielt den alten Gareth

Der Regisseur selbst spielt den Computerprogrammierer Gareth. Fünfzig Jahre später, als alter Mann, wird dieser von Lance Henriksen gespielt. Tatum Matthews ist in der Rolle der von ihm erschaffenen KI „Cherry“ zu sehen. Ritch kannte die Nachwuchsschauspielerin von der Zusammenarbeit für ein Theaterstück und einige Filme, bei denen er Regie führte. David Girard, mit dem der Regisseur eine langjährige Freundschaft verbindet, spielt Special Agent Amos McCullough. Sinda Nichols, mit der Ritch bereits mehrere Male gemeinsam auf der Bühne stand, spielt Special Agent Deena/Dena Helms, die Leiterin einer internationalen Kinderschutzbehörde. In weiteren Rollen sind Alyssa Moody als Ilia, Rashaud Sessions als Ben, Ivana Barnes und Thomas Hamby zu sehen.
Die Premiere des Films erfolgte am 23. Juli 2022 beim Fantasia International Film Festival. Im März 2023 wurde er beim South by Southwest Film Festival gezeigt. Dort sicherte sich XYZ Films die Vertriebsrechte für die USA. Im April 2023 wurde er beim Florida Film Festival vorgestellt. Im Juli 2023 wurde The Artifice Girl beim Bucheon International Fantastic Film Festival im internationalen Wettbewerb gezeigt.

## Rezeption

### Kritiken
Von den bei Rotten Tomatoes aufgeführten Kritiken sind 92 Prozent positiv.
Jennie Kermode von Eye for Film schreibt in ihrer Kritik, The Artifice Girl sei intelligenter als die meisten Filme seiner Art und erfrischend frei von unangebrachten Gefühlen. Für Menschen, die heute mit dem Stand der KI-Technologie vertraut sind, mag dies unrealistisch erscheinen, aber manchmal sei die Philosophie ein besseres Werkzeug zur Untersuchung zukünftiger Probleme als die reine Wissenschaft, da sie uns ermöglicht, zu untersuchen, was wir uns noch nicht wirklich vorstellen können. Intelligente Science-Fiction sei ein Werkzeug, das uns helfen kann, uns auf das Leben in einer sich verändernden Welt vorzubereiten, und Franklin Ritch habe in dieser Hinsicht gute Arbeit geleistet, ohne den ganzen Schnickschnack, der sonst häufig mit dem Genre verbunden ist. Wenn sein Ausblick in die Zukunft eine Schwäche hat, dann sei es die, dass in seinem Film nicht darüber diskutiert wird, der Entwicklung von Künstlicher Intelligenz Grenzen zu setzen, was aber wiederum ethische Fragen aufwerfen würde. Computer seien in einigen Dingen gut und Gehirne in anderen, so Kermode, daher sei es schwierig, beides als eine gleiche Form von Intelligenz zu betrachten. The Artifice Girl sei ein effizienter Low-Budget-Film und eine großartige Visitenkarte für eine kreative Gruppe mit großen Ambitionen und ein interessanter Beitrag zu Debatten über die Zukunft der KI.

### Auszeichnungen
Bucheon International Fantastic Film Festival 2023
- Nominierung im Internationalen Wettbewerb[10]

Fantasia International Film Festival 2022
- Auszeichnung als Best International Feature[12]

Florida Film Festival 2023
- Nominierung im Spielfilm-Wettbewerb[9]

Independent Spirit Awards 2024
- Nominierung für den „John Cassavetes Award“ (Franklin Ritch, Aaron B. Koontz & Ashleigh Snead)

South by Southwest Film Festival 2023
- Nominierung für den Adam Yauch Hörnblowér Award (Franklin Ritch)